# J. J. Moros
José Jesús Moros Manzo (Caracas, 13 de abril de 1950), conocido en el medio artístico como J. J. Moros es un escultor abstracto autodidacta y muralista venezolano residenciado desde su juventud en la ciudad de Maracay donde viene desarrollando toda su obra. Utiliza como material el hierro para sus esculturas cuya característica primordial son sus finos acabados. Para sus murales utiliza piezas de cerámica para revestimiento de paredes con sus colores y matices originales a las cuales les da diferentes tamaños y formas hasta componer sus temas.

## Biografía
Nació en la Policlínica Caracas, entre las esquinas de Santa Rosalía y Velásquez del casco central de dicha ciudad. Hijo de un odontólogo oriundo de Independencia Estado Táchira llamado José Durabio y de su esposa María del Valle, nativa de Montalbán, Estado Carabobo.
Recién nacido vivió en la Urbanización El Conde, hoy inexistente, donde la familia Moros Manzo tenía asentada su residencia, una casa que estaba ubicada en los terrenos que hoy ocupa la Galería de Arte Nacional (Caracas) (GAN). Posteriormente y al año de la muerte de su padre, la madre y sus tres hijos (Natividad, José Jesús y José Durabio) todavía muy pequeños se mudan a las Veredas de Coche, en la Parroquia El Valle (Caracas) de la misma ciudad.
Durante su infancia acudió a la Escuela Rafael Rangel de Coche donde se ganó rápidamente el cariño de su maestra la poetisa Conchita Osío de Bello debido a su simpatía y a sus peculiares dibujos plasmados en sus cuadernos. Conchita Osío le dedicó versos y luego poemas completos. De allí pasó al Colegio San Agustín de Los Jardines del Valle donde cursó segundo y tercer grados. En el año 1957 la familia dejó Coche y se regresaron a la antigua residencia de la Urbanización El Conde.
Debido a la necesidad de trabajar de su madre y a no poderlo cuidar, fue enviado a sus 10 años al Colegio Santo Domingo Savio, un internado para niños ubicado en la Ciudad de Los Teques regentado por sacerdotes de la Congregación Salesiana (hoy Liceo San José). En ese colegio había gran actividad deportiva en la que participaba formando parte de los equipos y jugando, pero su mayor atención iba dirigida a atender las bolas de barro que fabricaba las veces que podía escaparse del rigor impuesto por los sacerdotes para ejercer el deporte, las cuales escondía debajo de setos de monte cercanos a la cerca perimetral del campus de manera de continuar trabajando en ellas al día siguiente una vez zafado de las obligaciones deportivas.
En este colegio concluyó su educación primaria y en el año de 1961 regresó a Caracas. En esa ciudad estudió toda su secundaria en el Colegio San Francisco de Sales de Sarría, también regentado por sacerdotes salesianos, y que le quedaba en la Avenida Andrés Bello, distante a ocho cuadras de su casa de habitación. Siendo estudiante de bachillerato participa por primera vez en un concurso, el Concurso Ensayo sobre la Paz («Peace Essay Contest») organizado por el Club de Leones, el cual ganó tanto a nivel nacional como internacional.
Acudía a pie diariamente al colegio. En estos recorridos se desviaba en ocasiones hacia los alrededores y es cuando descubre las dos esculturas de Francisco Narváez emplazadas a la entrada del Liceo Andrés Bello y la fuente del Parque Carabobo. Igualmente conoce al Museo de Bellas Artes de Caracas y a la Escuela de Arte Cristóbal Rojas, ubicada en la sede de la antigua Seguridad Nacional. 

Para mí, que pinto desde niño, los museos son una escuela. Cuando era estudiante de bachillerato recorría los museos de Caracas, y tal vez del encuentro con esculturas de Narváez, de mis paseos por la Plaza Morelos, de mis recorridos por el Museo de Bellas Artes haya guardado algo en mi memoria.

Una vez graduado de bachiller (1966) escogió estudiar la carrera universitaria de medicina en la Universidad Central de Venezuela (UCV) pero luego se decidió por medicina veterinaria y fue cuando se trasladó a la ciudad de Maracay, capital del Estado Aragua, lugar donde se encuentra ubicada la sede principal de la Facultad de Ciencias Veterinarias de la UCV. Allí lo acogió su medio hermano José Luis Moros, médico cirujano, hijo mayor del primer matrimonio de su padre. El doctor Moros ya se encontraba viviendo en esta ciudad desde mediados de la década de 1950 ejerciendo la medicina y donde fundó una clínica. Fue además médico de la Plaza de toros de Maracay durante muchos años. Hoy en día la enfermería de dicho coso taurino lleva su nombre.
En el año de 1972 se recibió de médico veterinario con los máximos honores, a sus 22 años, siendo en promedio de notas definitivas el segundo de su promoción.
Optó por no ejercer la profesión directamente sino dedicarse a la docencia, al gremio y al arte. Es así como al poco tiempo de graduado se convierte en profesor de la Facultad de Ciencias Veterinarias de la UCV, opción que extiende luego hacia la Facultad de Agronomía. Al año siguiente de su graduación con apenas 24 años de edad es nombrado Director Gerente de la Federación de Colegios de Médicos Veterinarios, entidad que al año le hace un reconocimiento debido a su «inteligencia, dedicación y vocación de servicio»(sic) (julio de 1974).
En 1978 viaja a Madrid a realizar el Curso Internacional de Extensión Agrícola. Reside durante seis meses en esa ciudad, tiempo que aprovecha para conocer el movimiento cultural español en sus expresiones artísticas, primordialmente relacionadas con la escultura y visita el Museo Nacional de Escultura, perteneciente al Ministerio de Cultura de España ubicado en Valladolid.

## Trayectoria Artística

### Primeros Trabajos
Cuando concluyó sus estudios universitarios comenzó a tomar clases de dibujo y pintura. Se inscribió en clases de dibujo en la Escuela de Artes plásticas Rafael Monasterios de Maracay. Envió sus primeros trabajos al Salón Anual de Pintura de la Federación de Colegios de Médicos Veterinarios, efectuado en la Ciudad de Caracas, donde obtuvo el Primer Premio (1972).
Al año siguiente se inscribió en la Escuela de Artes Plásticas Cristóbal Rojas de Caracas para profundizar conocimientos de dibujo y volvió a participar en el Salón Anual de Pintura de la Federación de Colegios de Médicos Veterinarios, esta vez efectuado en Maracay, donde volvió a obtener el primer premio (1974).

### Periodo de Pintor
Este primer periodo como artista plástico lo inició con pinturas al óleo sobre lienzo. Al poco tiempo pasó al acrílico con cuya técnica elaboraba naturalezas muertas, flores y paisajes en los que involucraba a la arquitectura colonial a través de fachadas de casas con sus puertas y ventanales.
Participó en salones regionales y nacionales que expusieron sus obras tales como el Salón Anual de Arte de la Asociación de Profesores de la Universidad Central de Venezuela (UCV) (1976, 1977 y 1978); el Salón de Jóvenes Valores, patrocinado por Maracay, Entidad de Ahorro y Préstamo (1975) y el Salón Anual del Centro de Profesionales del Estado Aragua, CeproAragua (1974, 1975, 1976 y 1977), donde obtuvo el Premio de la Dirección de Cultura de la UCV (1976) y al año siguiente la Mención Ricardo Reyes (1977).

### Periodo de Escultor
A partir de 1980 hace un giro en su carrera artística dejando la pintura como principal actividad para dedicarse a la expresión abstracta a través de la escultura en hierro, utilizando como elemento de unión a la soldadura, la cual se dedica a estudiar. Esta inquietud de utilizar el hierro y la soldadura como materia prima escultórica se le presenta al visitar circunstancialmente un taller de herrería en Maracay para reparar unas jaulas para animales, taller donde posteriormente permaneció año y medio aprendiendo la técnica y construyendo sus primeras propuestas.
En esta primera etapa de su periodo como artista escultor utiliza como elementos de composición a las láminas y a las barras lisas en una variedad de expresiones teniendo como referencia al círculo y a las líneas rectas. En 1981 participa en el VI Salón Anual de Arte de la Asociación de Profesores de la UCV (APUCV), en Caracas, obteniendo el Primer Premio Mención Esculturas. Utilizando estos mismos elementos de las láminas y las barras lisas su trabajo va evolucionando hacia formatos cada vez más grandes y más planos. Adopta la simetría por primera vez en algunas de sus piezas siempre con el tratamiento del círculo en una gran variedad de expresiones.
En 1982 se une a otros seis artistas aragüeños y fundan en la Urbanización Calicanto de la Ciudad de Maracay el Taller de Arte La Colmena donde trabaja activamente durante más de una década, etapa en la que participa en diversos salones de arte en las ciudades de Caracas, Maracay, Valencia y Maracaibo en los cuales recibe reconocimientos. En 1985 es en esta última ciudad donde monta su primera exposición individual (Primer Alto, Centro de Bellas Artes) y en 1986 su primera colectiva junto a otros cinco escultores en la ciudad capital (Galería Universitaria de Arte, UCV).
En abril de 1989, en el marco del IX Salón de Arte del Concejo del Municipio Girardot (Aragua), presentó una torta de harina a la que llamó «Torta para un saqueo», adornada con cucharas de postre, tanques de guerra plásticos de miniatura y ángeles dorados de miniatura; monedas de chocolate y pequeñas velas, sobre un mantel rojo. La torta fue consumida por los visitantes. En esta exposición denominada «I Experiencia de Arte efímero» obtiene Mención Honorífica.

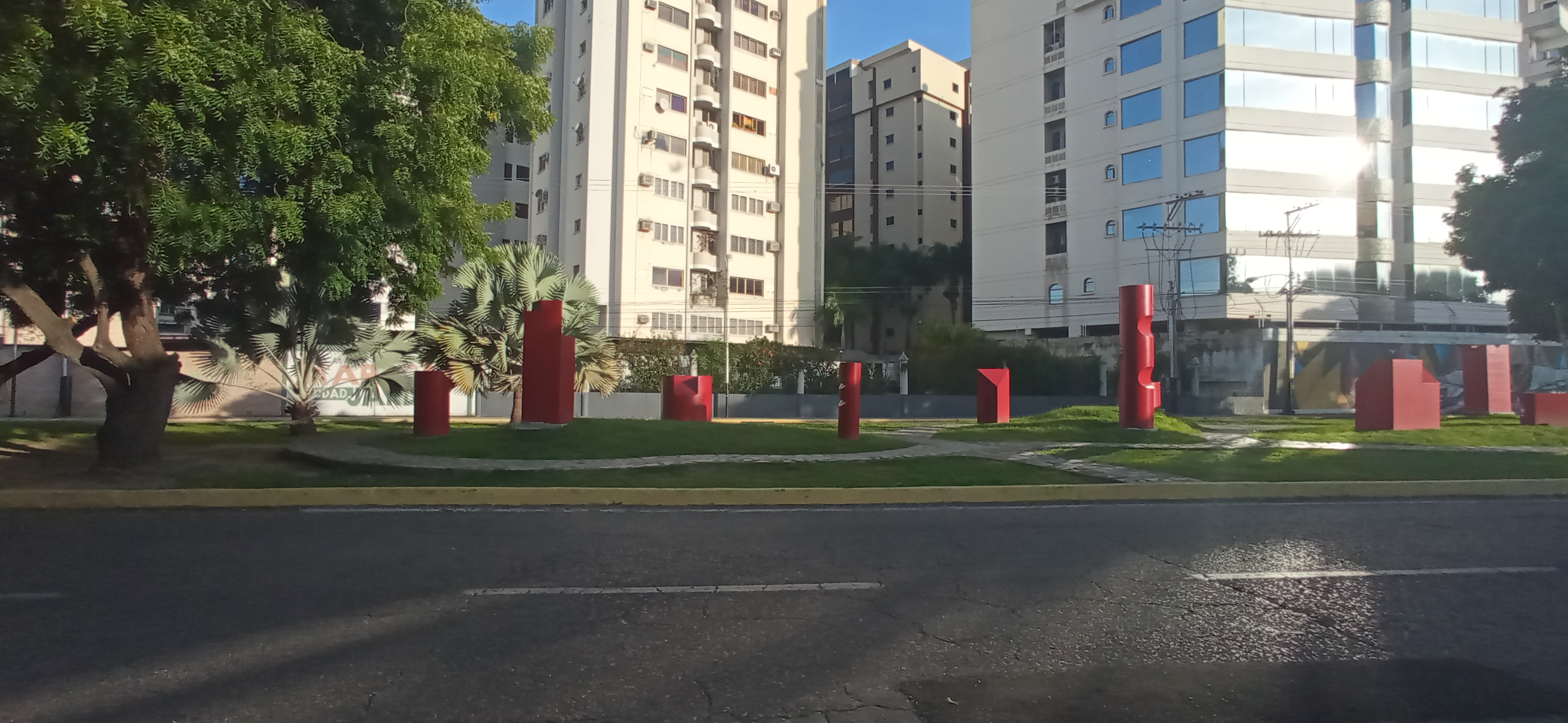
Vista de la Plaza Virtual en Maracay, Venezuela.

Desde el año 1990 orienta su estilo hacia obras compuestas por tubulares largos, de secciones cuadradas, rectangulares, redondas o una combinación de éstas, que al principio les agrega barras lisas y otros elementos pero que después no los utiliza más. De allí en adelante sus propuestas se orientan hacia los volúmenes puros, a los cuales les da color por primera vez, los apoya horizontalmente y les hace muescas de diversas formas y tamaños. Más tarde comienza a apoyarlos en la pared, en las esquinas de dos paredes o en una combinación piso–pared.
De su lugar de trabajo en el Taller La Colmena, donde compartía espacios con otros artistas plásticos, a mediados de la década de 1990 se mudó a su propio taller hacia el norte de la Ciudad de Maracay, el cual construyó con su propio esfuerzo y con la asesoría de su hermano José Durabio como ingeniero civil.
En febrero de 1994 es invitado a participar en el Festival de Esculturas de Nieve del Carnaval de Invierno de Quebec, Canadá, para lo cual organiza un equipo con otros dos artistas venezolanos y participa en inédita experiencia tanto para él como para su país Venezuela. Esta invitación al artista se repetirá en varias oportunidades durante algo más de una década y en todas ellas fabrica piezas geométricas que obtiene de un gran cubo de hielo, piezas a las que da nombres de lugares de su país. En algunos de esos viajes a Quebec amplió el recorrido para ir a Toronto y a ciudades de Estados Unidos tales como Lafayette, Nueva York y Chicago en las que acude a sus museos de arte. Recorre la arquitectura y las esculturas de gran formato de esta última ciudad.
Su trabajo es constante con el hierro y siempre con las figuras geométricas. A partir de mediados de esta década experimenta un giro desde la pieza tubular alargada hacia diversidad de composiciones en base al círculo, el cuadrado y el triángulo, a los cuales pinta de blanco o de negro y a los que les hace muescas y hendiduras, una característica permanente desde que dejó las composiciones con las barras lisas, a finales de los años ’90. En esta etapa y en muchas ocasiones atraviesa sus volúmenes con una diagonal del mismo material la cual a veces utiliza para darle apoyo a la pieza.
En los cinco años más recientes de su vida artística (2009-2014) viene trabajando con énfasis la figura del cuadrado, sin dejar de hacer círculos y rectángulos y de usar líneas como elementos de expresión. Abandona el pedestal como elemento de apoyo. Es constante con el uso de las muescas y las hendiduras. Incorpora el color rojo y el azul, y en ocasiones el amarillo.

### Muralista
Se integra al movimiento muralista a mediados de la década de los años dos mil a través de obras construidas en muros exteriores pertenecientes al entorno público urbano. Su característica estructural principal es que los mismos no son pintados sino que están hechos con mosaico o cerámica blanca y de colores en piezas cortadas a la medida y unidas entre sí. En sus últimos murales sus motivos evocan a las figuras geométricas básicas, las mismas en las que se inspira para sus esculturas. Posee varios trabajos en la ciudad de Maracay (Av. Bolívar, Av. Las Delicias, Urbanización El Piñonal) del Estado Aragua de Venezuela, ciudad donde vive, así como en otras ciudades de su país como Caracas la ciudad capital donde tiene presencia al lado de otros muralistas venezolanos como Mateo Manaure, Víctor Valera y Victor Vasarely.

## Estudios Artísticos
- 1972: Dibujo. Escuela de Artes Plásticas Rafael Monasterios. Maracay.
- 1973: Dibujo. Escuela de Artes Plásticas Cristóbal Rojas. Caracas
- 1982: Fotografía. Facultad de Agronomía, Universidad Central de Venezuela. Maracay
- 1983: Expresión Plástica. Escuela de Artes Plásticas Rafael Monasterios. Maracay.

## Premios
- 1972: Primer Premio Salón Anual de Pintura de la Federación de Colegio de Médicos Veterinarios de Venezuela, Caracas.
- 1974: Primer Premio Salón Anual de Pintura de la Federación de Colegio de Médicos Veterinarios de Venezuela, Maracay.
- 1976: Premio de la Dirección de Cultura de la Universidad Central de Venezuela, X Salón Anual de Artes Plásticas de Ceproaragua, Maracay.
- 1977: Mención «Ricardo Reyes» XI Salón Anual de Artes plásticas de Ceproaragua.
- 1981: Premio de Escultura VI Salón Anual de Artes de la Asociación de Profesores de la Universidad Central de Venezuela, APUCV.
- 1983: Premio Dirección de Cultura XV Salón de la Universidad de Carabobo.
- 1984: Segundo Premio de Escultura I Bienal de Artes Visuales, Maracaibo.
- 1984: Premio «Tito Salas» VIII Salón «Tito Salas» de la Cámara de Comercio e Industria del Estado Aragua.
- 1985: Primer Premio de Escultura del X Salón Nacional de Arte de Aragua.[2]
- 1987: Primer Premio de Escultura del XII Salón Nacional de Arte de Aragua.[3]
- 1988: Premio «Antonio Herrera Toro» XLVI Salón Arturo Michelena, Ateneo de Valencia.
- 1989: Mención Honorífica I Experiencia de Arte efímero, IX Salón Municipal del Distrito Girardot, Maracay.
- 1990: Primer Premio de Escultura «Víctor Valera» IV Bienal de Artes Visuales Ciudad de Maracay.
- 1994: Premio FAMA de la Fundación Polar.[4]
- 1995: Premio «Francisco Narváez» LIII Salón Arturo Michelena. Ateneo de Valencia, Valencia.
- 1996: Premio «Francisco Narváez» LIV Salón Arturo Michelena. Ateneo de Valencia, Valencia.
- 1996: Premio de Escultura VIII Salón Bienal de Arte de la Asociación de Profesores de la Universidad Central de Venezuela, Caracas
- 1997: Premio «Francisco Narváez» LV Salón Arturo Michelena. Ateneo de Valencia, Valencia.
- 1998: Premio Municipal de Artes Visuales «Juan Lovera 1998» (Premio único obra tridimensional), Salón de Caracas, Concejo Municipal de Caracas, Caracas.
- 2009: Premio único categoría tridimensional «José Nicanor Fajardo», V Bienal de Arte, Maracaibo
- 2013: Primer Premio de la LXVI Bienal de Arte Arturo Michelena, Valencia, Venezuela.[5]
- 2013: Gran Premio del 38 Salón Nacional de Arte Aragua, Maracay, Venezuela.[6]

## Distinciones
- 1989: Integrante de la Comisión organizadora del Salón Nacional de Arte Aragua.
- 1992: Miembro de la Junta Directiva de la Fundación Museo de Arte Contemporáneo de Maracay Mario Abreu.
- 1993: Orden Samán de Aragua en su Única Clase. Gobernación del Estado Aragua.
- 1994: Premio al Artista plástico, en el Día del Artista plástico. Concejo del Municipio Girardot (Aragua).
- 1998: Orden Ciudad de Maracay en su Primera Clase. Concejo del Municipio Girardot (Aragua).
- 2013: Premio 2012 de la Asociación Internacional de Críticos de Arte (AICA) en la Categoría Artista Consagrado.
- 2013: Premio en Artes plásticas Omar Carreño del Colegio de Arquitectos de Venezuela (CAV) en alianza con la Asociación Venezolana de Artistas Plásticos (AVAP) por la trayectoria del artista.[7][8]
- 2015: Botón de Honor del Consejo Universitario. Universidad Bicentenaria de Aragua (UBA).
- 2015: Artista homenajeado de la Feria Internacional de Arte y Antigüedades de Maracaibo[9]

## Espacios donde está representado
- Museo de Artes Visuales Alejandro Otero (MAVAO)
- Galería Municipal de Puerto La Cruz
- Colección de la Secretaría de Cultura del Estado Zulia
- Colección de Cámara de Comercio e Industria del Estado Aragua
- Colección Fundación Newman
- Instituto Venezolano de Investigaciones Científicas, IVIC
- Centro de Bellas Artes de Maracaibo
- Museo de Barquisimeto
- Colección Mercantil, Caracas
- Colección Fundación D.O.P., Madrid
- Museo de Arte Contemporáneo Mario Abreu, Maracay
- Museo de Bellas Artes de Caracas, Caracas
- Plaza Virtual, Maracay
- Colección Alcaldía del Municipio Girardot (Aragua), Maracay
- Museo Internacional de Esculturas a Cielo Abierto, Culiacán, México